# سباستیانو بوزین
سباستیانو بوزین (انگلیسی: Sebastiano Buzzin; ۲۴ دسامبر ۱۹۲۹ – ۱۷ دسامبر ۲۰۰۷) بازیکن فوتبال اهل ایتالیا بود.
از باشگاه‌هایی که در آن بازی کرده‌است می‌توان به باشگاه فوتبال هلاس ورونا، باشگاه فوتبال پرو گوریتسیا، باشگاه فوتبال اینتر میلان، باشگاه فوتبال فیورنتینا، و باشگاه فوتبال کاتانیا اشاره کرد.